# Малая Перемерка
Ма́лая Переме́рка (или Малая Перемера, Меньшая Перемерка) — упразднённая в 1937 году деревня Калининского района Тверской области России, включенная в черту города Калинина. На территории бывшей деревни возник микрорайон Малые Перемерки Московского района с промзоной и малоэтажными домами.

## География
Расположена вдоль правого берега Волги.

## Название
Малая Перемерка соотносится с топонимом Большая Перемерка. Тот, в свою очередь, с гидронимом Перемерка — ручей, чьё устье находится на правом берегу Волги у деревни Большая Перемерка.
Название деревни Малая Перемерка при вхождении в городскую черту получило форму множественного числа Малые Перемерки, затем оно перенесено к 1980-м годам на название улицы и посёлка.

## История
В справочнике «XLIII. Тверская губерния. Список населенных мест по сведениям 1859 года» (1862 год) за № 318 приводится описание казённой деревни Малая Перемерка 2-го стана Тверского уезда: при р. Волге, на Московском шоссе, от Твери 6 вёрст, дворов 11.

## Население
В 1859 году проживали 85 человек, из них 39 мужчин, 46 женщин.